# Baie de Gydan
La baie de Gydan ou baie Gydanskaïa (en russe : Гыданская губа) que l'on trouve également sous le nom de baie de Khalmyer est une baie de la mer de Kara située au nord de la péninsule de Gydan, dans le district autonome de Iamalo-Nénétsie, au nord de la Russie. 
La baie est située entre le golfe de l'Ob et le golfe de l'Ienisseï, deux des plus grands fleuves de Russie. Elle mesure  179 km de long et 47 km de large au maximum.
Cette baie profonde se situe à l'ouest de la baie Iouratskaïa dont elle est séparée par la péninsule Mamonta.
La baie de Gydan est entourée par la toundra et de nombreuses rivières se jettent dans la baie. Les hivers sont longs et froids dans les environs, les eaux de la baie demeurent gelées pendant neuf mois par an. Au fond de la baie se trouvent les établissements de Chernyy Mys et Gyda ; à l'entrée de la baie ceux de Matyuysale et Mongatalyang.